# Ram Pickup
La RAM Pickup (denominada hasta 2009 como Dodge RAM), es una camioneta pickup producida por el fabricante Stellantis North America, primeramente para su marca Dodge y luego para Ram Trucks, marca formada en 2009 a partir justamente de este mismo modelo. Se trata de una Pickup de tamaño completo, lanzada en 1981 y desarrollada para dar reemplazo a la Serie D de Dodge como modelo representativo de la división comercial de la marca Dodge. 
La historia de la marca Ram se inició en 1981, al ser lanzada la primera generación de camionetas Dodge Ram que dio reemplazo a la Serie D y que a su vez constituyó la línea de vehículos ligeros de la división comercial de Dodge. Esta camioneta mantuvo su denominación como Dodge hasta 2009, cuando en una política de tratar de dar identidad propia a la división de vehículos comerciales, Chrysler creó la marca RAM Trucks, tomando como base esta camioneta que a partir de ese año pasó a denominarse como la línea RAM Pickup. Al mismo tiempo, se dispuso la creación de una línea de camionetas basadas en la ex-Dodge Ram, las cuales pasaron a ser identificadas por el tipo de carga máxima permitida, siendo conocidas como Ram 1500, Ram 2500 y Ram 3500. Sus principales rivales de mercado son la Chevrolet Silverado y la Serie F de Ford. Actualmente, la línea Ram constituye el segmento "full-size" de RAM Trucks.
Por otra parte, el diseño y desarrollo de la nueva Ram Pickup, dio pie al desarrollo de nuevos vehículos comerciales pesados que llevan el nombre de Ram Chassis Cab, los cuales consisten en versiones de la Ram proyectados sobre bastidores de camión y con carrocería consistente únicamente en una cabina de mando, con la plaza de carga descubierta para adaptar y/o usar distintos tipos de módulos de carga (furgones fijos, cajas frigoríficas, semirremolques, etc.). Estas versiones de RAM, a su vez, también reciben clasificaciones relacionadas con el tipo de carga máxima permitida, siendo conocidas como  Ram 4500 y Ram 5500.
La actual línea Ram Pickup, se corresponde cronológicamente con la cuarta generación de la ex-Dodge Ram, si se englobase el tiempo de producción de ambas tomando como fecha de inicio de su producción en 1981. Tras la creación de RAM Trucks, toda la línea de la Dodge Ram de tercera generación (2001-2009) fue reemplazada ya con el nombre de RAM Pickup.

## Historia

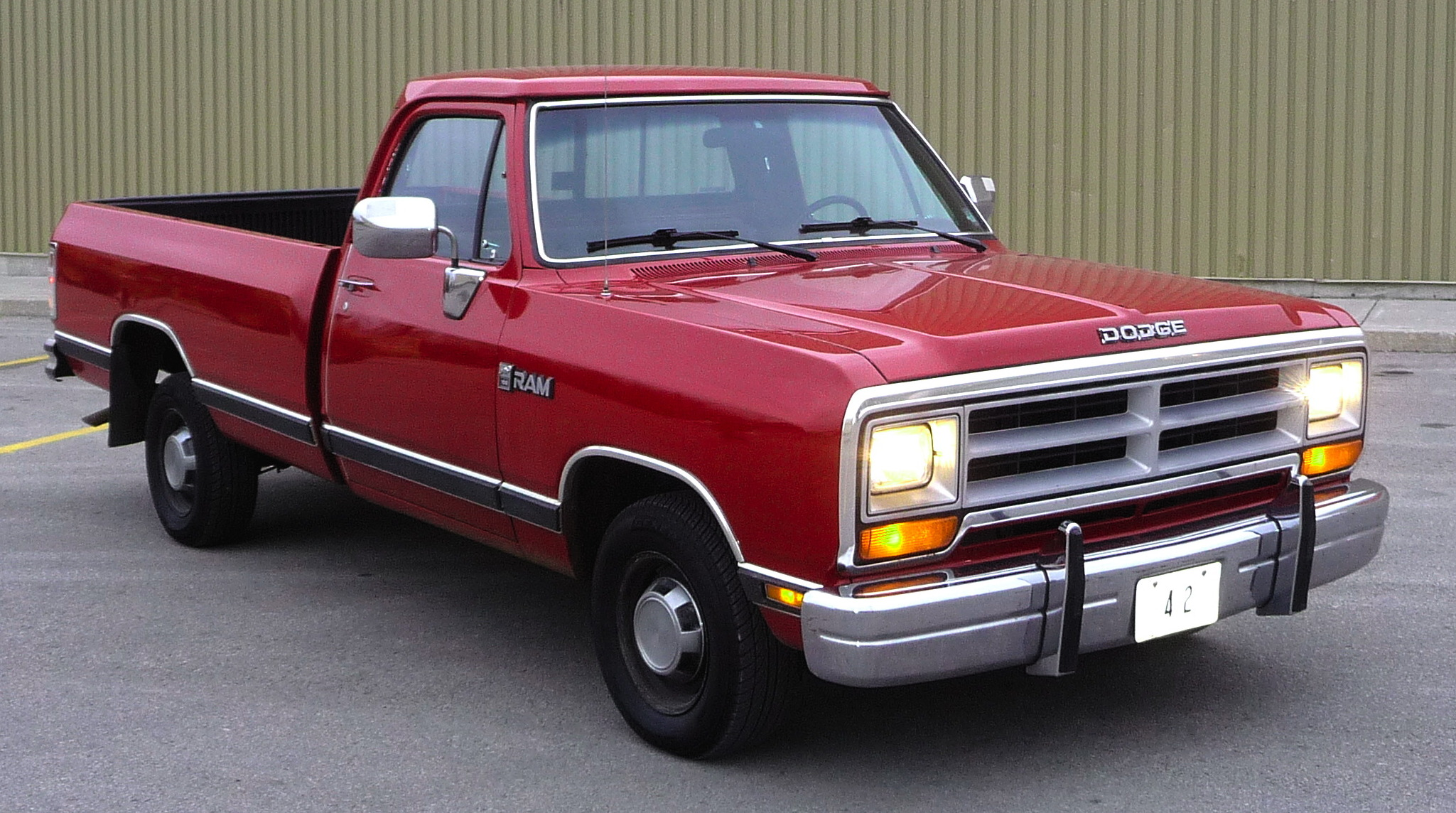
Una Dodge Ram 1989 de la primera generación. Estas camionetas fueron producidas entre 1981 y 1993.

En 1917, Dodge Brothers Inc. (precursora de la actual Dodge) recibió un contrato por parte del Ejército de los Estados Unidos, con el fin de producir un stock de 20.000 vehículos para las tropas que se hallaban en el frente de la Primera Guerra Mundial. Dentro de este panorama, fue lanzado el primer vehículo comercial que fue denominado como Screenside Truck. Doce años más tarde, en 1929 y ya bajo el ala de Chrysler, Dodge lanza su primera camioneta de media tonelada, que fue denominada Merchant Express. A partir de ese momento, Dodge comenzó a darle forma a su línea comercial, siendo la marca dentro del grupo Chrysler especializada en ese rubro. Las pickup tuvieron distintas evoluciones, entre las que se contaron modelos derivados de vehículos de carga desarrollados para el ejército, cuando éste se encontraba luchando en la Segunda Guerra Mundial.
Sin embargo, no fue hasta comienzos de la década del 50 que la marca Ram hiciera su aparición, siendo presentada una versión del Dodge Coronet con ese nombre. Asimismo, el logotipo "Ram" (traducción al inglés del término español "carnero") adoptado por la marca Dodge en sustitución de la primitiva Estrella de David utilizada desde su fundación, fue insertado en 1932 y utilizado hasta 1954.
A todo esto, la producción de vehículos comerciales de Dodge continuaba, siendo introducida la Serie D en 1961 que constituyó la línea de vehículos ligeros de la marca. La producción de estas camionetas contabilizó 20 años y 3 generaciones, siendo suspendida la misma en 1980. Sin embargo, la primera cercanía al nombre definitivo que iban a llevar las camionetas de Dodge ocurrió en 1974, cuando sobre la base de la tercera generación de la Serie D fue lanzado el SUV Dodge Ramcharger, también denominado como Plymouth Trailduster.
Finalmente, en 1981 fue lanzada definitivamente la nueva Dodge Ram, camioneta que daba reemplazo efectivo a la Serie D y que se constituía como la nueva línea de vehículos ligeros de la división de vehículos comerciales de Dodge. Esta camioneta trajo consigo la novedad de reutilizar el logotipo del Carnero aplicado por Dodge entre 1932 y 1954, siendo a su vez lanzada bajo el eslogan "Ram Tough" (Carnero Resistente), el cual ponía en evidencia la calidad y robustez de la nueva camioneta. Las primeras versiones al mismo tiempo eran clasificadas con las letras D y W, siendo las Ram D desarrolladas con tracción 2x4, mientras que las Ram W o "Power Ram" equipaban tracción 4x4.

## Línea RAM desde 2009

### Ram 1500

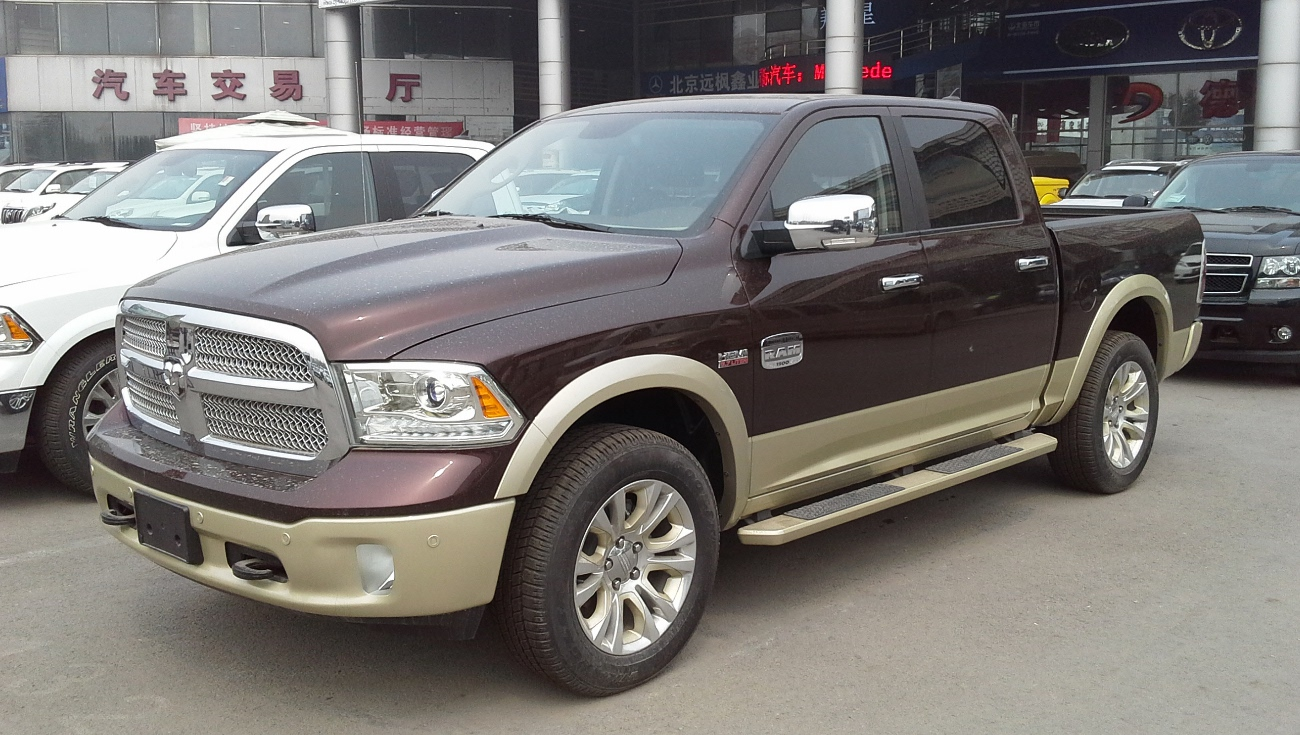
RAM 1500

La primera versión de las RAM Pickup es la RAM 1500, la cual está considerada como la entrada de gama debido a que está desarrollada para transportar hasta una tonelada de carga, aunque no esta orientada a trabajos pesados sino a un uso recreativo. Esta versión de la Ram, a su vez, presenta diferentes configuraciones de diseño, equipamiento y motorización. Todas las versiones de la Ram 1500 están equipadas con tres tipos de motorización a saber:
- El motor HEMI V8 de 5.7 litros de cilindrada, alimentado a gasolina y capaz de generar una potencia de 395 HP y 410 Lb/pie de torque.
- El motor Pentastar V6 de 3.6 litros de cilindrada, también alimentado a gasolina y capaz de generar una potencia de 305 HP y un torque de 269 Lb/pie. (disponible solo en algunos mercados)
- El motor Ecodiesel V6 de 3.0 litros, alimentado a diésel y capaz de generar una potencia de 240 HP y un torque de 420 Lb/pie. (disponible solo en algunos mercados)

Todas las versiones de la RAM 1500 están equipadas con una caja automática Torqueflite de 8 velocidades, que incluye un sistema de control de temperatura para mejorar la eficiencia y durabilidad de las camionetas.
Al mismo tiempo, la RAM 1500 ofrece tres tipos de formato de carrocería, siendo estos la Regular Cab (cabina simple), la Quad Cab (cabina y media) y la Crew Cab (cabina doble) las cuales pueden optar por el uso de una caja larga o corta, con las siguientes medidas:
- Regular Cab, entre 6 pies y 4 pulgadas (193.04 cm), y 8 pies (243.84 cm) de largo
- Quad Cab, solo de 6 pies y 4 pulgadas (193.04 cm) de largo
- Crew Cab, entre 5 pies y 7 pulgadas (170.18 cm), y 6 pies 4 pulgadas (193.04 cm) de largo

Asimismo, la RAM 1500 presenta distintos niveles de equipamiento, siendo estos conocidos como "Tradesman", "Express", "Big Horn", "Rebel", "Sport", "Night", "Laramie" y "Limited". Asimismo, debido a su condición de vehículo de media tonelada y entrada de gama de la línea Ram Pickup, la Ram 1500 es considerada como sucesora indirecta de la Dodge Dakota, aunque la Ram 1500 ya venía produciéndose desde la época de Dodge.
- [1]

### RAM 2500

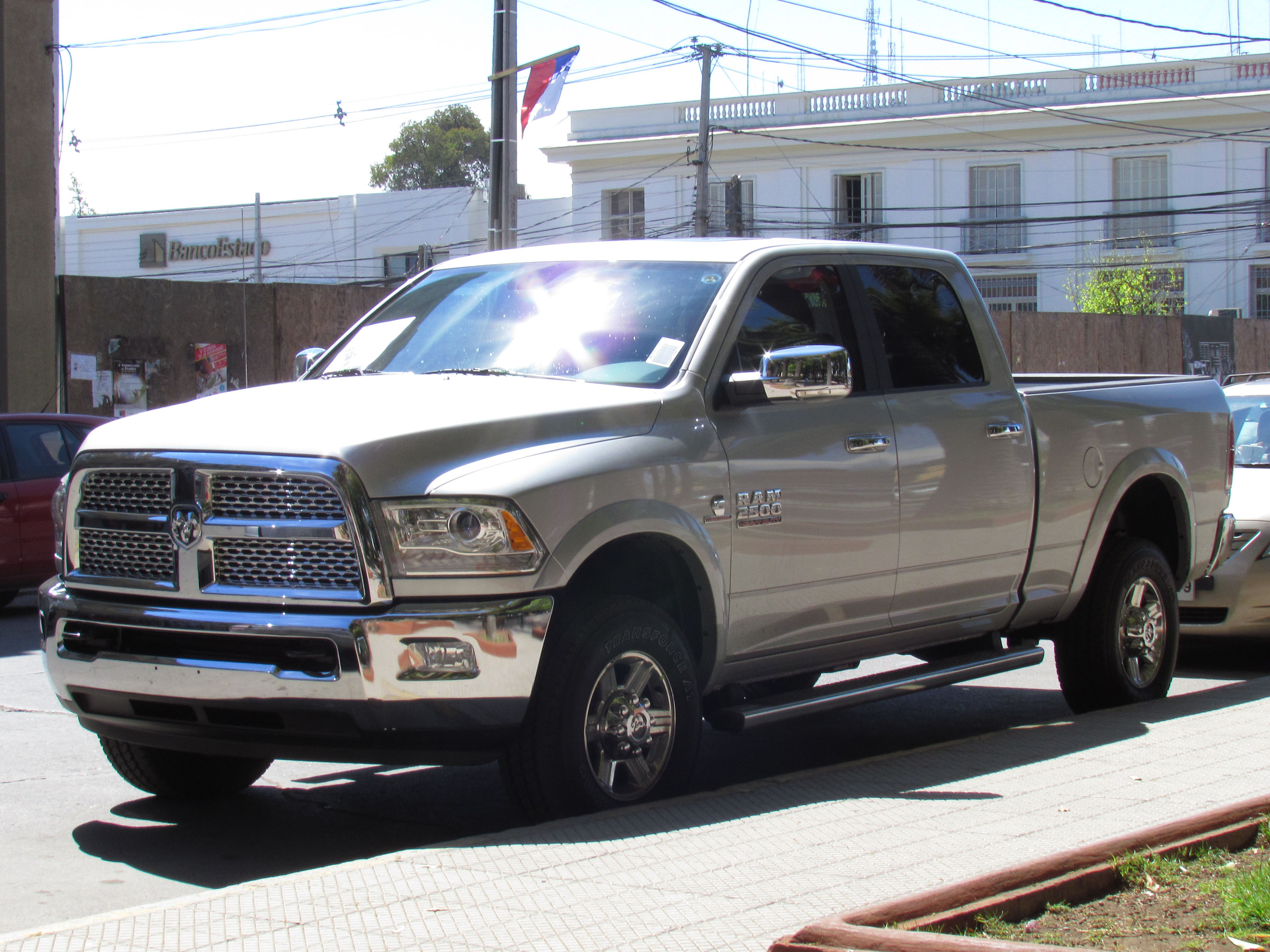
Ram 2500 Crew Cab 2014

La segunda versión de la RAM Pickup es la Ram 2500, desarrollada para transporte de cargas pesadas. Para ello, esta camioneta está proyectada sobre un chasis más robusto que la Ram 1500, teniendo también mejoras con respecto a su hermana menor en materia de mecánica. En dicho aspecto, la Ram 2500 cuenta con tres tipos de impulsores, con alimentaciones a gasolina o diésel según el tipo de unidad y de mayor desempeño en relación con la 1500. Tales propulsores son los siguientes:
- El motor HEMI V8 de 6.4 litros de cilindrada, desarrollado para trabajo pesado y equipado con sistema de dos bujías por cilindro para aumentar los desempeños en potencia y torque, reduciendo a su vez las emisiones de escape. Este impulsor es capaz de desarrollar una potencia de 410 HP (considerada la mejor potencia para un motor de gasolina de su clase) y un torque de 429 lb/pie.
- El motor HEMI V8 de 5.7 litros de cilindrada, con Sincronización Variable de Válvulas (VVT). Este mecanismo, ofrece al conductor un motor con rendimiento eficiente al menor esfuerzo posible. Este motor es capaz de generar una potencia de 383 HP y entrega un torque de 400 Lb/pie. Posee tapa de cilindros de aluminio con cámaras de combustión hemisféricas.
- El motor CUMMINS Turbodiesel 6 de 6.7 litros de cilindrada y 6 cilindros en línea. Un impulsor reconocido no solo por Ram, sino también aprobado por las distintas marcas que lo utilizan para equipar sus utilitarios. Su producción arroja una potencia de 370 HP y un torque de 800 Lb/pie.

En cuanto a la transmisión, la RAM 2500 presenta dos tipos de cajas de velocidades, siendo la primera una caja automática Ram de 6 velocidades estándar para las dos versiones con motor HEMI y opcional en el caso de la versión Turbodiésel. Completa esta gama una caja manual de 6 velocidades, disponible como opcional para la versión turbodiésel con motor Cummins.
En materia de diseño, la RAM 2500 también presenta distintas configuraciones de carrocerías, las cuales están disponibles dependiendo de cada versión en las que se divide el abanico de modelos. Las distintas configuraciones de carrozado de la Ram 2500 y sus disponibilidades según cada versión son las siguientes:
- Regular Cab (Cabina Simple), opcional en las versiones "Tradesman" y "SLT".
- Crew Cab (Cabina Doble), estándar para todas las versiones
- Mega Cab (Cabina Doble extendida), opcional para las versiones "SLT", "Big Horn", "Laramie" y "Laramie Longhorn".

La lista de versiones de la RAM 2500 se completa con la versión "Power Wagon", únicamente con carrocería Crew Cab y equipada con elementos para uso en la montaña, como un cabrestante de 12000 libras, neumáticos todoterreno de 33 pulgadas, amortiguadores monotubo cargados con gas y control de descenso de montaña.
- [2]

### Ram 3500

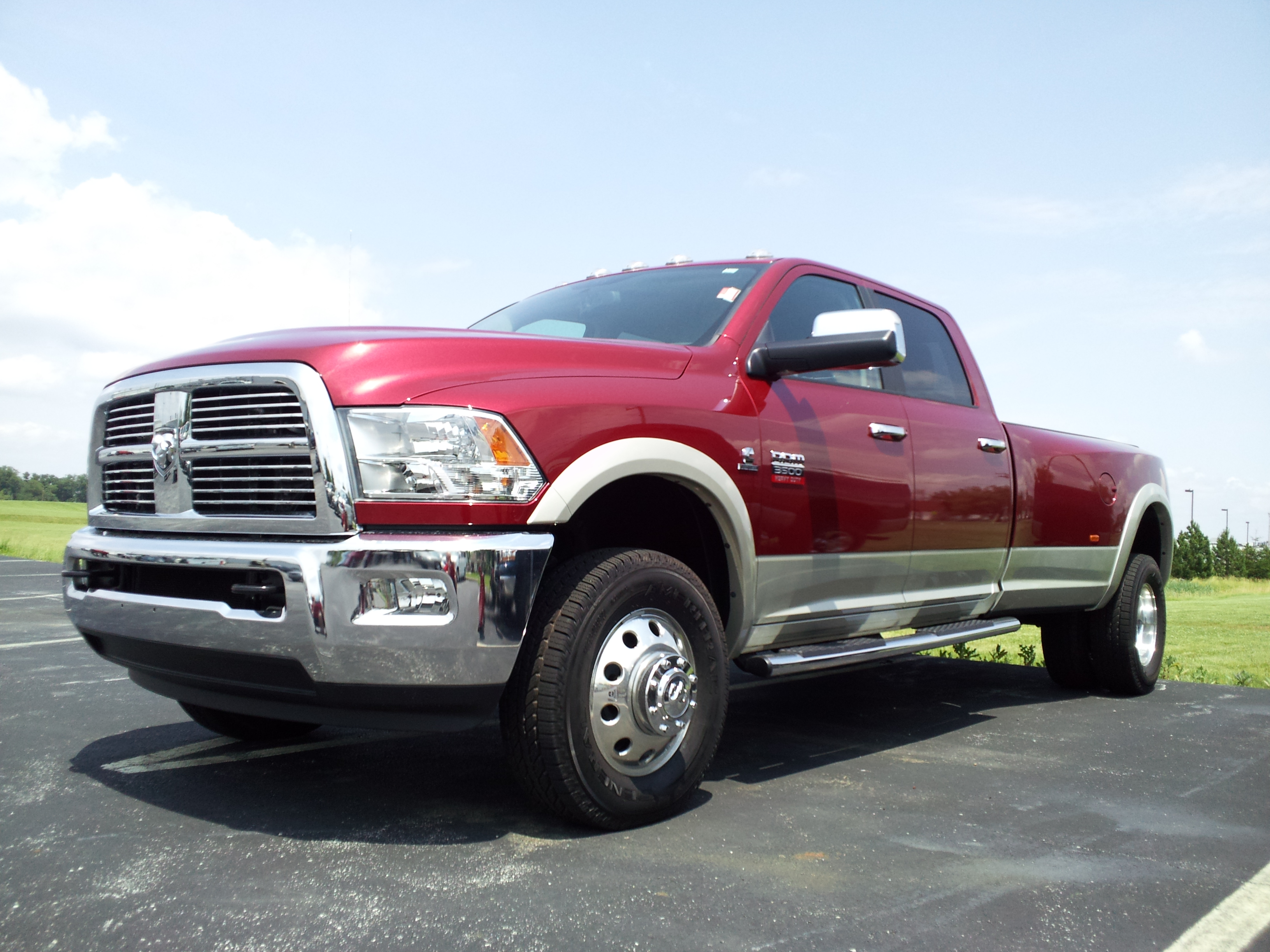
Ram 3500 Crew Cab 2011

La tercera versión de esta gama de Pickups es la RAM 3500, una camioneta proyectada para soportar hasta 3.5 toneladas de carga. Su diseño, se asemeja en muchos aspectos a la Ram 2500, diferenciándose de esta por su enorme caja de carga distinguida por sus guardabarros sobresalientes, bajo los cuales se encuentra el sistema de tracción por ruedas duales que son las que motivan este tipo de diseño para esta camioneta. Se puede decir también que, debido a la robustez de su chasis y a su configuración de carga, esta versión es una transición entre una camioneta pickup y un camión liviano.
Mecánicamente la RAM 3500 solo presenta dos opciones de motorización, siendo estas una a gasolina y una diésel. Los mismos, son impulsores que vienen compartidos con la versión 2500, siendo estos:
- El motor HEMI V8 de 6.4 litros de cilindrada para trabajos pesados (Heavy Duty), capaz de generar una potencia de 410 HP y un torque de 429 Lb/pie.
- El motor CUMMINS 6 Turbodiésel de 6.7 litros de cilindrada y 6 cilindros lineales, capaz de generar una potencia de 385 HP y 900 lb/pie de torque.

En cuanto a las transmisiones, la RAM 3500 presenta tres tipos de cajas de velocidades, siendo estas dos cajas automáticas y una manual. Tales cajas son las siguientes:
- La caja automática Ram de 6 velocidades con controlador electrónico de rango múltiple, siendo esta estándar para las dos opciones de motorización
- La caja manual Ram de 6 velocidades con embrague compensador, opcional para la versión Turbodiésel
- La caja automática Aisin de 6 velocidades diseñada para doble tracción, solo disponible en la versión con motor Hemi.

Al igual que las otras versiones, la RAM 3500 también cuenta con diferentes configuraciones de carrocería, combinando formatos de cabina con cajas de distintas medidas. Las principales combinaciones de carrozado son las siguientes:
- Regular Cab (Cabina Simple) con caja de 8 pies (243.84 cm) de largo. Disponible en las versiones Tradesman y SLT
- Crew Cab (Cabina Doble) con caja de 6'4" (193.04 cm) de largo. Disponible en todas las versiones
- Crew Cab (Cabina Doble) con caja de 8 pies (243.84 cm) de largo. Disponible en todas las versiones
- Mega Cab (Cabina Doble Extendida) con caja de 6'4" (193.04 cm) de largo. No disponible en la versión Tradesman.

- Por último, dependiendo del equipamiento interno y externo, la RAM 3500 divide su oferta en las versiones "Tradesman", "SLT", "Big Horn", "Laramie", "Laramie Longhorn" y "Limited".